# The Dogfather
The Dogfather est une série télévisée d'animation américaine en 17 épisodes de six minutes réalisée par les studios DePatie-Freleng et diffusée du 27 juin 1974 au 30 avril 1976 en salles de cinéma, puis en syndication.

## Fiche technique
- Titre original : The Dogfather
- Titre français : ???
- Réalisateur : Gerry Chiniquy, Hawley Pratt, Art Davis
- Scénaristes : John W. Dunn
- Musique : Doug Goodwin
- Production : Friz Freleng, David H. DePatie, Lee Gunther
- Sociétés de production : DePatie-Freleng Enterprises
- Pays d'origine :  États-Unis
- Langue : anglais
- Nombre d'épisodes : 17
- Durée : 6 minutes
- Dates de première diffusion : 
  - États-Unis : 27 juin 1976
  - France : ???

## Distribution

### Épisodes
1. The Dogfather
2. The Goose That Laid a Golden Egg
3. Heist and Seek
4. The Big House Ain't a Home
5. Mother Dogfather
6. Bows and Errors
7. Deviled Yeggs
8. Watch the Birdie
9. Saltwater Tuffy
10. M-O-N-E-Y Spells Love
11. Rock-A-Bye Maybe
12. Haunting Dog
13. Eagle Beagles
14. From Nags to Riches
15. Goldilox & the Three Hoods
16. Rockhounds
17. Medicur